# Tautmīlis Ūdris
Tautmīlis Ūdris (* 8. Apriljul. / 21. April 1907greg. in Riga; † 1. September 1964 in Sydney) war ein lettischer Fußball- und Bandyspieler.

## Karriere und Leben
Tautmīlis Ūdris wurde im Jahr 1907 in Riga, der Hauptstadt des Gouvernement Livland, geboren. Er war verheiratet mit seiner Frau Martha, die einen gemeinsamen Sohn namens Jānis hatten.
Ūdris spielte in seiner Fußballkarriere ausschließlich für den LSB Riga in der Virslīga, der höchsten lettischen Spielklasse. Größere Erfolge erzielte er als Bandyspieler, wo er mehrfacher lettischer Meister wurde.
Ūdris wanderte nach Australien aus.

## Weblink
- Lebenslauf bei kazhe.lv (lettisch)

| Personendaten    | Personendaten              |
| ---------------- | -------------------------- |
| NAME             | Ūdris, Tautmīlis           |
| ALTERNATIVNAMEN  | Udris, Tautmilis           |
| KURZBESCHREIBUNG | lettischer Fußballspieler  |
| GEBURTSDATUM     | 21. April 1907             |
| GEBURTSORT       | Riga, Gouvernement Livland |
| STERBEDATUM      | 1. September 1964          |
| STERBEORT        | Sydney, Australien         |